# Konrad Voppel
Konrad Joseph Reinhard Voppel (* 1. Dezember 1925 in Leipzig; † 17. Juli 2022 in Bremerhaven) war ein deutscher Kirchenmusiker.

## Leben
Konrad Voppel studierte bei Karl Straube und Günther Ramin in Leipzig, 1950 legte er sein Diplom für Orgel und Improvisation ab. 1951 wurde er als Orgellehrer an die Landeskirchenmusikschule der Evangelischen Kirche im Rheinland berufen. Ebenfalls 1951 trat er sein Amt als Kantor der Salvatorkirche in Duisburg an, in der Folge gründete er die dortige Kantorei. Konzertreisen führten ihn nach New York, Venezuela und Russland, und er begleitete den Thomanerchor auf dessen Reisen durch die Bundesrepublik Deutschland. 1965 erfolgte seine Ernennung zum Kirchenmusikdirektor, 1976 erhielt er die Mercatorplakette der Stadt Duisburg. Als die Landeskirchenmusikschule 1975 als „Abteilung für Evangelische Kirchenmusik“ in der Robert Schumann Hochschule Düsseldorf aufging, blieb Konrad Voppel der Einrichtung als Orgellehrer verbunden. Für seine pädagogischen Verdienste wurde ihm der Professorentitel verliehen.

## Schüler (Auswahl)
- Hörður Áskelsson
- Odilo Klasen[6]

## Tondokumente
- Sowjetische Orgelmusik. LP Pelca.
- Bach-Orgelwerke. LP Pelca.
- Europäische Orgelmusik. LP Pelca.
- Weihnachtliche Chor- und Orgelmusik in der Salvatorkirche Duisburg. LP Pelca.
- Weihnachtsmusik aus der Salvatorkirche Duisburg. LP Ambitus.
- Festliche Chor- und Orgelmusik. LP Pelca.

## Schriften
- Karl Straube und das Wesen des deutschen Orgelspiels. In: Musik und Kirche. Nr. 2/1955, S. 90–96.